# Модерна галерија у Риму
Модерна галерија (итал. Galleria nazionale d'arte moderna e contemporanea) је уметничка галерија у Риму. Основана је 1883. године на иницијативу тадашњег министра Гвида Бачелија и посвећена је модерној и савременој уметности.

## Историја
Садашњу зграду је пројектовао италијански архитекта Чезаре Бацани, завршена је између 1911. и 1915. године. На фасади се налазе спољашњи архитектонски фризови вајара Ерменеђилда Лупија, Адолфа Лаурентија и Ђованија Принија са четири фигуре које држе бронзане венце. Бацани је 1934. проширио и удвостручио музеј. Нова зграда је свечано отворена 1988. године, али је затворена десет година касније из безбедносних разлога. Пројекат који су развиле архитекте Diener & Diener између 1999. и 2000. стављен је на чекање 2003. године. Модерна галерија приказује око 1100 слика и скулптура из деветнаестог и двадесетог века и тако садржи највећу колекцију у Италији. Међу италијанским уметницима су заступљени Ђакомо Бала, Умберто Бочони, Алберто Бури, Антонио Канова, Ђорђо де Кирико, Лучо Фонтана, Амедео Модиљани, Ђакомо Манцу, Виторио Матео Коркос и Ђорђо Моранди. У музеју се налазе и дела страних уметника међу којима су Жорж Брак, Александер Колдер, Пол Сезан, Едгар Дега, Марсел Дишан, Алберто Ђакомети, Василиј Кандински, Пит Мондријан, Клод Моне, Џексон Полок, Огист Роден и Винсент ван Гог.